# Ophiura mimaria
Ophiura mimaria är en ormstjärneart som först beskrevs av Jean Baptiste François René Koehler 1908.  Ophiura mimaria ingår i släktet Ophiura och familjen fransormstjärnor. Inga underarter finns listade i Catalogue of Life.